# Warrensburg (Nova York)
Warrensburg és una concentració de població designada pel cens dels Estats Units a l'estat de Nova York. Segons el cens del 2000 tenia 3.208 habitants.

## Demografia
Segons el cens del 2000, Warrensburg tenia 3.208 habitants, 1.297 habitatges, i 865 famílies. La densitat de població era de 111,8 habitants per km².
Dels 1.297 habitatges en un 32,9% hi vivien nens de menys de 18 anys, en un 47,1% hi vivien parelles casades, en un 15% dones solteres, i en un 33,3% no eren unitats familiars. En el 26,8% dels habitatges hi vivien persones soles l'11,6% de les quals corresponia a persones de 65 anys o més que vivien soles. El nombre mitjà de persones vivint en cada habitatge era de 2,42 i el nombre mitjà de persones que vivien en cada família era de 2,9.
Per edats la població es repartia de la següent manera: un 25% tenia menys de 18 anys, un 7,2% entre 18 i 24, un 27,4% entre 25 i 44, un 25,7% de 45 a 60 i un 14,6% 65 anys o més.
L'edat mediana era de 39 anys. Per cada 100 dones de 18 o més anys hi havia 82,5 homes.
La renda mediana per habitatge era de 27.372 $ i la renda mediana per família de 32.689 $. Els homes tenien una renda mediana de 31.322 $ mentre que les dones 20.833 $. La renda per capita de la població era de 15.585 $. Entorn del 14,1% de les famílies i el 17,7% de la població estaven per davall del llindar de pobresa.